# 元季艳
元季艳（？—543年），河南郡洛阳县（今河南省洛阳市东）人，魏孝文帝元宏孙女，广平王元怀之女，封华阳公主。

## 生平
元季艳虚岁十四岁的时候嫁给高欢的弟弟高琛，北魏永熙三年（534年），元季艳刚生下儿子高叡三旬，高琛就因为与高欢之妾小尔朱氏私通，被高欢责罚杖杀。高叡因为受到高欢喜爱，被养于高欢家中，让游娘养育，视同自己的儿子。高叡长到四岁，还不认识自己的母亲。元季艳姐妹的女儿郑氏与高叡开玩笑说：“你是我姨妈的儿子，怎么反而和游氏亲近？”高叡于是打听自己的身世，从此心情闷闷不乐。高欢十分奇怪，以为高叡生了病，想让医生来看看，高叡回答说：“孩儿没有病痛，只是听说还有亲生的母亲，想见她一面。”高欢吃惊的说：“谁向你说的？”高叡就把具体情况说了。高欢命令元季艳前来家中与高叡相见，高叡向前跪拜，母子抱头大哭。高欢也十分悲伤，对高归彦说：“这孩子天生至孝，我亲生儿子没一个比的上他。”高欢为此一天没有上朝议事。东魏武定元年（543年），高叡虚岁十岁时，元季艳去世，高欢亲自送高叡到领军府，为高叡发丧，高叡哭声哀绝，感动了在场的人，连续三天不吃不喝。高欢和夫人娄昭君殷勤开导高叡，高叡这才慢慢的顺从了旨意。高叡居丧完全符合仪礼，礼拜佛像吃长斋，以至于骨瘦如柴，拄拐杖才能起身。高欢让儿子高演和高叡同睡同起，日夜开导他。高叡吩咐身边的人不许送水给自己，断绝洗漱，过了中午就不肯进食，于是高欢吃饭时必定要高叡一起同桌进餐。
北齐天统三年（567年）十二月，北齐朝廷追赠高琛為赵郡王，追赠元季艳为赵郡王妃，谥号贞昭，赠予华阳长公主封号如故，有关部门派人备礼仪到墓前拜授。当时隆冬严寒，高叡光着脚号哭，脸上冻裂，吐血数升，回来后病弱得不能去拜谢皇恩，齐后主高纬亲自去高叡府中看望问候他。

## 墓碑
元季艳的碑由卢思道撰文，姚淑书写，北宋时仍在滏阳县（今河北省磁县）南七里。

## 家庭

### 祖父
- 魏孝文帝元宏[1]

### 父亲
- 元怀，广平武穆王，追尊武穆皇帝[1]

### 兄弟姐妹
- 元诲，北魏侍中、左光禄大夫、车骑将军、尚书左仆射、范阳文景王
- 元悌，北魏护军将军、广平文懿王
- 元修，魏孝武帝
- 冯翊公主，北周追尊文皇后
- 平阳公主